# Pierre Arnaud de Puyanne
Pierre Arnaud de Puyanne (zm. 4 września 1306) – francuski duchowny, kardynał.

## Życiorys
W młodości wstąpił do klasztoru benedyktyńskiego Saint-Sever w Gap. W 1305 roku został opatem klasztoru św. Krzyża w Bordeaux, jednak już 15 grudnia tego samego roku papież Klemens V mianował go kardynałem prezbiterem tytułu S. Stefano al Monte Celio. Wicekanclerz Świętego Kościoła Rzymskiego od 8 sierpnia 1305. Zmarł prawdopodobnie w Bordeaux.